# やませ

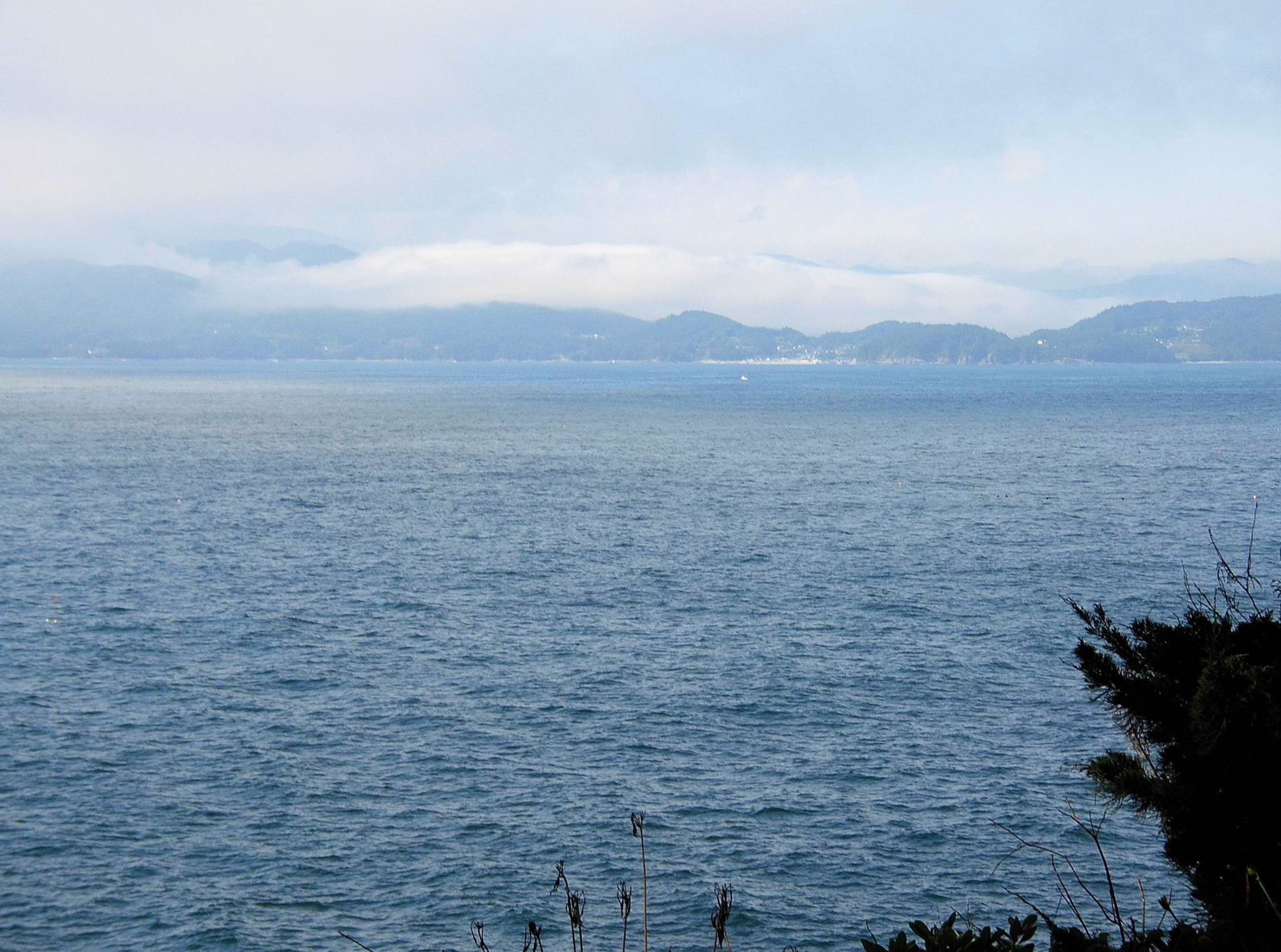
海から上陸する「やませ」に伴う低層雲

やませ＝偏東風（山背）とは、北日本（主に東北地方、北海道）太平洋側と関東地方で春から夏（5月から9月）に吹く冷たく湿った東または北東の風のこと。
寒流の親潮の上を吹き渡ってくるため冷たく、水稲を中心に農産物の生育と経済活動に大きな影響を与える。やませが続いた場合、太平洋側沿岸地域では最高気温が20℃程度を越えない日が続く。
下層雲や霧のほか、しばしば小雨や霧雨を伴うことが多く、日照不足と低温による水稲の作柄不良（冷害）を招く。気象学においては、山を越えて吹いてくるフェーン現象の性質を有する乾燥した風を意味し北日本の太平洋側に吹く風とは異なっていた。

## 語源
語源は定かでは無い。卜藏・平野（2003）によれば公的な文書（官報）に初めて登場したのは1907年4月で盛岡高等農林学校の関豊太郞による片仮名書きの「ヤマセ」とされている。また、堀口（1983）は、気象に関する書籍への登場は、気象学者である岡田武松が明治41年（1908年）発刊の気象学講話が最初としている。
岡田武松はその解説の中で、漢字の「山背」は、函館地域を例にしたもので3月に吹く冷涼・乾燥した東風のこと、東北地方の湿った冷風は片仮名の「ヤマセ」とし表記を区別している。また、坂倉源次郎著の『北海随筆』（1739年）にも、「所（三厩）にて東風をやませと云」と書きとめられている。

## 発生

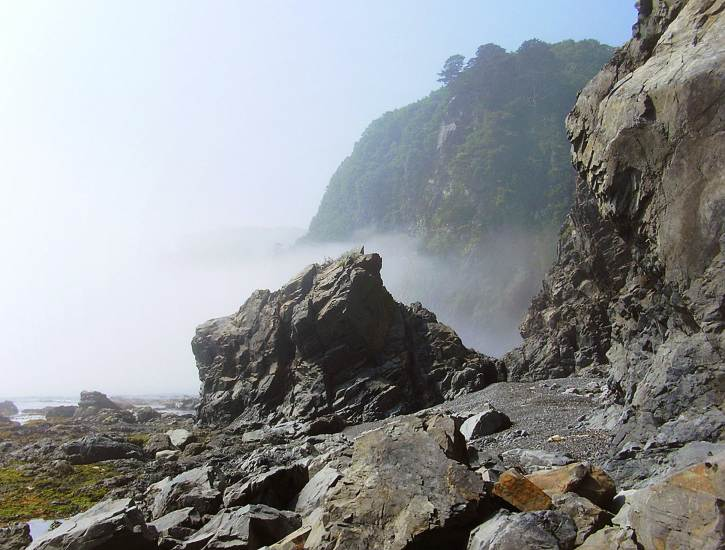
やませ（岩手県の太平洋岸の鵜ノ巣断崖麓）による海霧

発生メカニズムの詳細解明は、気象衛星による観測技術の登場までを要した。ヤマセ発生時は約1500mまでの低層大気は低温であるが1500mよりも高い空気は高温であるため、冷涼な空気は脊梁山脈（奥羽山脈など）を越えられず滞留するため低温傾向が継続する。やませによって夏季の気温が上がらない地域では、ケッペンの気候区分において西岸海洋性気候（Cfb）に属する地点も存在する。逆にやませの低層大気は山脈に遮られるため日本海側に脊梁山脈から吹き下ろす風は、フェーン現象による日照時間の増大と気温上昇をもたらす。歴史上も出羽は豊作、陸奥は凶作という場合もあり、秋田県仙北市に古くから伝わる民謡「生保内節」では、”東風は宝風”として唄われている。ただし、脊梁山脈が低い箇所は冷涼な空気が吹き抜けるため、日本海側でも水稲作柄の悪化が生じる地域も存在する（例として清川だしの影響を受ける山形県庄内平野の最上川流域があげられる）。

## 農業への影響
やませが吹き付ける範囲を「影響範囲」とすると、北海道の影響範囲では元々稲作をおこなわず、酪農などの牛馬の牧畜、ソバやジャガイモなどの畑作がなされており、やませが長く吹き付けても農業への影響は少ない。青森県の太平洋側（南部地方など）から三陸海岸の影響範囲も畑作や牧畜が中心で、北海道と同様にやませの影響は折込済みである。また、関東地方の太平洋岸の影響範囲も畑作・牧畜中心であり、且つ、やませが到達する回数自体が少ないので、「冷害」とはなりづらい。影響範囲で最もやませの影響を受けるのは、温暖湿潤気候（Cfa）に属し稲作地である岩手県の北上盆地・宮城県の仙台平野・福島県の浜通り北部である。青森県の津軽平野や福島県中通りも影響を受ける場合がある。
現代の東北地方の稲の栽培方法は、春季はビニールハウスなどで育苗し、気温が上がると露地栽培が可能となるため晩春に田植えをし、夏季の高温を利用して収量を確保する（昭和40年代前半くらいまでは田植え時期が現在より遅く、初夏にさしかかるころに行われ、稲刈りは晩秋ごろであった）。夏の盛りは、現在の東北地方における稲の出穂・開花時期に該当するが、この時期にやませが長く吹き付けて日照時間減少と気温低下が起きると、収量が激減して「冷害」となる。
江戸時代は米が産業の中心であったこと、江戸時代を通じて寒冷な気候であったこと、また、現在ほど品種改良が進んでいなかったことなどのため、盛岡藩と仙台藩を中心に、やませの長期化が東北地方の太平洋側に凶作を引き起こした。凶作は東北地方での飢饉を発生させたのみならず、三都（江戸・大坂・京都）での米価の上昇を引き起こし、打ちこわしが発生するなど経済が混乱した。戦後は冷害に強い品種がつくられ、さらには海外からの安価な小麦の大量輸入によるパン食の普及もあって、飢饉に至ることはなくなった。しかし、高度経済成長期からバブル期にかけて、消費者が食味・品質を追求する傾向が強まったため、生産地において、ブランド米志向が顕在化し、冷害時に頻発するいもち病に弱いが味のいい品種（コシヒカリ・ササニシキなど）が集中栽培される傾向が進んだため、「1993年米騒動」が発生した。その後はその反省からササニシキやコシヒカリの栽培はすたれ、いもち病耐性を持つひとめぼれやコシヒカリBLの栽培が広まった。
一方、稲作に拘らず冷涼であることを利用し、リンドウなどの花卉やレタスやキャベツ等の高温を好まない作物や根菜類の栽培も行われている。